# Pachydissus parvicollis
Pachydissus parvicollis là một loài bọ cánh cứng trong họ Cerambycidae.